# Pedro de Urbina y Montoya
Pedro de Urbina y Montoya (Berantevilla, 12 de agosto de 1585-Sevilla, 6 de febrero de 1663), mencionado por algunos autores como Alonso, o Juan fue un religioso franciscano español, obispo de Coria, arzobispo y virrey de Valencia y arzobispo de Sevilla.
Autorizó la publicación del manual Abstractum valentini manualis (1654)
Un instituto de enseñanza media de la ciudad de Miranda de Ebro, vecina de su pueblo natal, lleva su nombre.
| Predecesor: Juan Queipo de Llano y Valdés     | Obispo de Coria 1644-1649       | Sucesor: Francisco de Zapata y Mendoza |
| Predecesor: Isidoro de Aliaga                 | Arzobispo de Valencia 1649-1658 | Sucesor: Martín López de Ontiveros     |
| Predecesor: Duarte Fernando Álvarez de Toledo | Virrey de Valencia 1650-1652    | Sucesor: Luis Guillermo de Moncada     |
| Predecesor: Pedro de Tapia                    | Arzobispo de Sevilla 1658-1663  | Sucesor: Antonio Payno Osorio          |